# Deutsch-luxemburgische Beziehungen
Die Nachbarstaaten Deutschland und Luxemburg teilen sich eine 135 Kilometer lange Grenze und besitzen seit dem deutsch-luxemburgischen Grenzvertrag vom 19. Dezember 1984 ein gemeinschaftliches deutsch-luxemburgisches Hoheitsgebiet. Beide Länder sind Mitglieder der Organisation für Sicherheit und Zusammenarbeit in Europa (OSZE), des Europarats, der NATO und der Europäischen Union, der Eurozone sowie des Schengen-Raums. Die Staatsoberhäupter beider Länder nehmen an den alljährlichen Treffen der deutschsprachigen Länder teil.
Eine deutsche Botschaft existiert in der Stadt Luxemburg. Luxemburg verfügt über eine Botschaft in Berlin. Honorarkonsuln sind in Aachen, Bad Homburg vor der Höhe, Bremen, Dresden, Düsseldorf, Hamburg, Hannover, München, Stuttgart, Trier und Völklingen tätig.
Die Muttersprache der Luxemburger ist Luxemburgisch („Lëtzebuergesch“), eine moselfränkische Mundart.
Das französische Lothringen, das deutsche Saarland und das Großherzogtum Luxemburg arbeiten in verschiedenen Bereichen im Rahmen der Europaregion Saar-Lor-Lux grenzüberschreitend eng zusammen.
Seit 1957 gibt es eine Städtepartnerschaft zwischen Metz und Trier. Diese bildete den Anfang für die QuattroPole, ein Zusammenschluss der Europaregion Saar-Lor-Lux.

## Geschichte

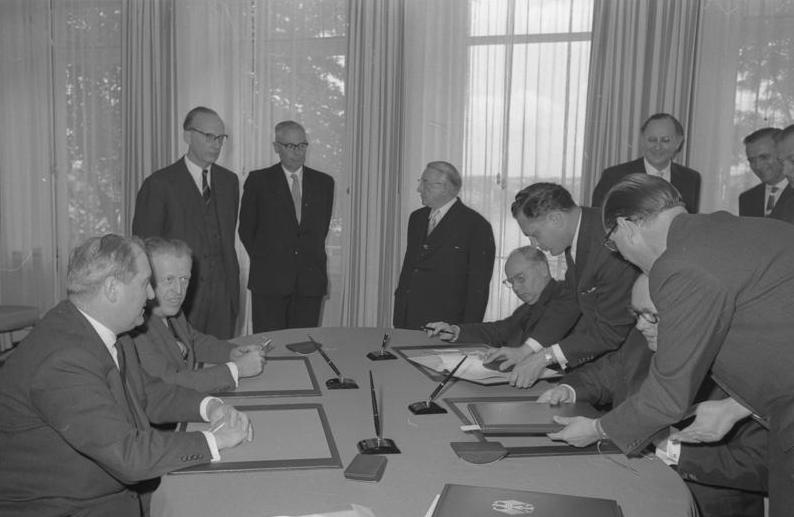
Unterzeichnung eines deutsch-luxemburgischen Sozialabkommens im Auswärtigen Amt, Bonn 1960

Luxemburg war Mitglied des Deutschen Bundes und Deutschen Zollvereins.
Von 1914 bis 1918 besetzten deutsche Truppen Luxemburg im Ersten Weltkrieg. Dabei wurde die Erste deutsche Botschaft in Luxemburg als Großes Hauptquartier genutzt, was zu Verstimmungen führte.

Im Zweiten Weltkrieg marschierte die Wehrmacht in der Nacht vom 9. auf den 10. Mai 1940 in Luxemburg ein, um Frankreich anzugreifen, und hielt das Land bis 1944 besetzt. Die Großherzogin Charlotte flüchtete mit ihrer Familie und der Regierung über Frankreich, Portugal und die Vereinigten Staaten ins Exil nach Kanada und London. Ab Mai 1940 war die Volksdeutsche Bewegung in Luxemburg von der Zugehörigkeit der Luxemburger zur „germanischen Rasse“ (Volksdeutsche) überzeugt und versuchte während der Besetzung Luxemburgs im Zweiten Weltkrieg mit dem Motto „Heim ins Reich“ den Anschluss an das nationalsozialistische Deutsche Reich zu erreichen. Im August 1942 annektierte Deutschland das besetzte Land und formte aus den Distrikten Landkreise. 

## Wirtschaft
Deutschland ist der größte Abnehmer luxemburgischer Exporte. Luxemburg bezieht etwa 30 Prozent seines gesamten Importvolumens aus Deutschland. Vor allem in der Grenzregion sind etwa 38.400 deutsche Staatsbürger in Luxemburg berufstätig.

## Diplomatischer Austausch
Die Deutsch-Belgisch-Luxemburgische Parlamentariergruppe pflegt die Beziehungen zwischen dem Deutschen Bundestag und der Chamber. Vorsitzender in der 18. Wahlperiode ist Patrick Schnieder (CDU/CSU). Stellvertretende Vorsitzende sind Daniela De Ridder (SPD), Katrin Werner (Die Linke) und Corinna Rüffer (Bündnis 90/Die Grünen).